# Luisa Isabel de Borbón-Condé
Luisa Isabel de Borbón-Condé y Borbón (francés: Louise Élisabeth de Bourbon, Versalles, 22 de noviembre de 1693-París, 27 de mayo de 1775), fue una noble francesa.

## Matrimonio

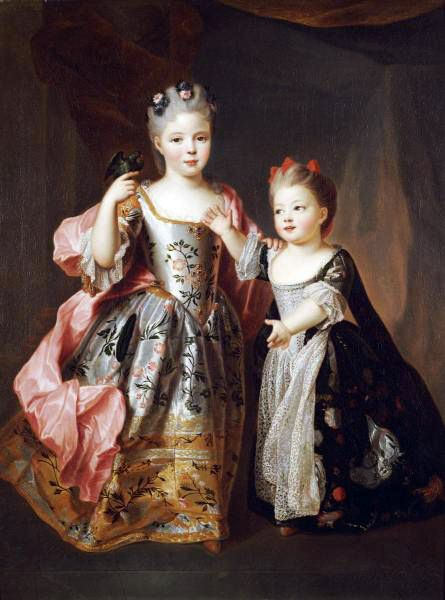
Luisa Isabel (izquierda) y Luisa Ana (derecha).

Hija de Luis III de Borbón-Condé y de la Princesa Luisa Francisca de Borbón, se casó el 9 de julio de 1713 con el Príncipe de Conti Luis Armando de Borbón en la recién inaugurada capilla del Palacio de Versalles. Estuvo presente toda la familia real francesa.
Fue una mujer muy hermosa, de carácter dulce y alegre. En 1716 se dedicó a cuidar de su marido quien contrajo viruela, valientemente no se movió de su lado hasta su recuperación. 
A pesar de su belleza y buen carácter y de los cuidados y atenciones que le proporción cuando enfermó, Luis Armando traicionaba constantemente a su esposa y además era un celoso compulsivo y violento. Sin embargo, supo mostrar el valor y el orgullo suficientes para decirle a su esposo: “Recuerda que yo puedo hacer príncipes de la sangre sin ti mientras que tú no los puedes hacer sin mí.» 
Isabel Carlota del Palatinado,  duquesa de Orleans, escribió sobre Luisa Isabel alrededor de 1719 en una carta a su media hermana:

Es una persona llena de encantos y una prueba contundente de que la gracia es preferible a la belleza. Cuando elige mostrarse agradable, es imposible resistirse a ella. Sus modales son de lo más fascinantes; está llena de dulzura, nunca muestra el menor mal humor y siempre dice algo amable y servicial. Es muy de lamentar que no esté en la sociedad de personas más virtuosas, porque ella misma es naturalmente muy buena; pero la miman las malas compañías. Tiene por marido a un necio feo, mal educado; y los ejemplos que están constantemente ante sus ojos son tan perniciosos que la han corrompido y la han vuelto descuidada de su reputación. Sus modales amables y sin afectación son muy agradables para los extranjeros. Entre otros, algunos bávaros se han enamorado de ella, así como el Príncipe Ragotzky; pero ella le disgustó con su coquetería.

..... ella no ama a su marido, y no puede hacerlo, no menos por su fealdad que por su mal genio. No es sólo su rostro lo que es horrible, sino que toda su persona es espantosa y deforme. Ella lo aterrorizó colocando algunos mosquetes y espadas cerca de su cama y asegurándole que si volvía allí con sus pistolas cargadas, ella tomaría el arma y le dispararía, y si fallaba, caería sobre él con la espada.... Desde entonces ha dejado de llevar sus pistolas.

Luisa Isabel, acabó tomando por amante al Marqués de La Fare, un caballero de bello porte que se convierte en Mariscal y que no se preocupa de ocultar la relación extramarital. El Marqués de La Fare era hijo del poeta Carlos Augusto de La Fare (1644-1712) y muchos contemporáneos dudan de la paternidad del heredero de Luis Armando, ya que Luis Francisco es un bello joven de excelente salud, sin signos de las deformidades físicas de su padre ni de sus antepasados Borbón-Conti.
Conti, loco de celos, golpea constantemente a su esposa y dos veces hubo que llamar al médico para atender las heridas y contusiones de Luisa Isabel. Ella terminó refugiándose en la casa de su madre y finalmente en un convento, mientras el Príncipe de Conti apelaba al Parlamento de París para recuperar a su esposa.
Ella hubo de volver con su marido en 1725, quien de inmediato la encierra con él en el Castillo de L'Isle-Adam. El Príncipe, sin embargo, sufría de una congestión pulmonar y Luisa Isabel lo convence de volver a París. El 4 de mayo de 1727 Luis Armando muere, rogando el perdón de su esposa.
Cinco años más tarde, en 1732, Luisa Isabel casó a su hijo Luis Francisco con su prima Luisa Diana de Orleans. Después de la muerte de su madre en junio de 1743, adquirió el Castillo de Louveciennes, que luego vendió a la corona. Más tarde también adquirió el Castillo de Voisins.

## Vida posterior
En 1745 aceptó presentar oficialmente en la corte a Madame de Pompadour. En agradecimiento a este gesto el Rey Luis XV de Francia le regaló una suma que bastaba para pagar todas sus deudas. Durante la cena después de las nupcias del delfín Luis Fernando de Francia y la infanta María Teresa Rafaela de Borbón, la princesa de Contí se sintió feliz de no ser reconocida y pasar desapercibida.
La Princesa falleció en París a la avanzada edad de ochenta y un años, el 27 de mayo de 1775, sobreviviendo a todos sus hermanos. Luis Armando que fue el único de sus hijos en sobrevivirla murió más de un año después.

## Hijos
Con su marido Luis Armando II de Borbón-Conti, Luisa Isabel tuvo 5 hijos, de los que sólo dos sobrevivieron:
1. Luis (1715-1717), Conde de La Marche, murió en la infancia.
2. Luis Francisco (1717-1776), sucesor;
3. Luis Armando (1720-1722), Duque de Mercœur, murió en la infancia.
4. Carlos (1722-1730), Conde de Alais, murió en la infancia.
5. Luisa Enriqueta (1726-1759), casada con Luis Felipe I de Orleans.